# Even Hole
Even Hole (ur. 31 sierpnia 1957 r.) – norweski narciarz alpejski. Nie startował na igrzyskach olimpijskich ani mistrzostwach świata. Najlepsze wyniki w Pucharze Świata osiągnął w sezonie 1981/1982, kiedy to zajął 37. miejsce w klasyfikacji generalnej, a w klasyfikacji kombinacji był trzeci.

## Sukcesy

### Puchar Świata

#### Miejsca w klasyfikacji generalnej
- 1979/1980 – 75.
- 1980/1981 – 53.
- 1981/1982 – 37.

#### Miejsca na podium
1. Madonna di Campiglio – 13 grudnia 1981 (kombinacja) – 3. miejsce